# HŽ serija 7121
HŽ serija 7121 (nadimak: Macosa) serija je dizelskih motornih vlakova Hrvatskih željeznica. Jedna garnitura sastoji se od dva vagona. Vlakove je godine 1980. počela graditi tvornica "Đuro Đaković" iz Slavonskog Broda, prema licenci Macosa Co., Barcelona (Španjolska).
Dvodijelni dizelski motorni vlakovi serije HŽ 7121 sastoje se od motornoga
vagona i prikolice. Namijenjeni su za prijevoz putnika na prigradskim i međugradskim prugama.
Ovi vlakovi su građeni za najveću voznu brzinu od 120 km/h. Opremljeni su dvama potpodnim Dieselovim motorima koji omogućavaju najveću vučnu snagu od 368 kW. 
Na dizelskim motornim vlakovima serije HŽ 7121 izvedene su rekonstrukcije, pa je na nekima od njih jedan pogonski motor s cjelokupnom pripadajućom
opremom prebačen na prikolicu. Na taj način nastala je podserija 100.

## Vožnja u sprezi
Vlakovi ovoga tipa su sposobni prometovati kao spojene jedinice. Pri tome strojovođa sjedi u prvoj upravljačkoj kabini prvoga vlaka, a sljedeći je spojen direktno vodovima za upravljanje.

## Tehnički podaci
- Graditelj: Đuro Đaković
- Godina izgradnje:
  - podserija 000: 1981. – 1986.
  - podserija 100: 1997. (Te godine je rekonstuiran 7121-013 u 7121-101/102, u prvi DMV 7121-100)
- Sastav garniture: M + P (7121-000), M + M (7121-100)
- Osovinski raspored:
  - podserija 000: B'B' + 2'2'
  - podserija 100: 2'B' + B'2'
- Snaga Dieselova motora:
  - podserija 000: 2 x 210 kW
  - podserija 100: 2 x 230 kW
- Maksimalna brzina: 120 km/h
- Dieselov motor:
  - podserija 000: BÜSSING D3256 BTUXE ili MAN 2866 LUE/210
  - podserija 100: MAN 2866 LUE/603
- Hidraulični prijenosnik: VoithT 2\\r
- Masa:
  - podserija 000: 67 t
  - podserija 100: 70 t
- Duljina preko središnjega kvačila: 44200 mm
- Širina sanduka vlaka: 2850 mm
- Broj sjedala: 144
- Broj mjesta za stajanje: 68